# مشقر
المشقر (به عربی: المشقر) یک منطقهٔ مسکونی در اردن است که در استان عمان واقع شده‌است.